# Tua Graça Me Basta
"Tua Graça Me Basta" é uma canção da banda brasileira de música cristã congregacional Toque no Altar, gravada para o quarto álbum de estúdio do grupo, Olha pra Mim, lançado em maio de 2006. A música foi escrita pelos vocalistas Davi Sacer e Luiz Arcanjo, com a interpretação de Davi Sacer e Verônica Sacer. A faixa se tornou uma das composições mais notáveis do disco e foi regravada posteriormente em várias ocasiões.
Escrita como uma espécie de oração após uma situação desagradável enfrentada pelos músicos na Bahia antes do período de sucesso do grupo, "Tua Graça Me Basta" é uma reflexão em torno dos valores em torno do reconhecimento humano em contraponto ao reconhecimento divino. Os versos fazem menção ao Santo dos Santos, citado no Velho Testamento.
"Tua Graça Me Basta" se tornou, ao longo dos anos, um dos maiores sucessos da banda, e foi regravada várias vezes pelo Trazendo a Arca e por Davi Sacer em carreira solo. Sacer e Arcanjo também já disseram, em várias ocasiões, de que a canção é uma de suas composições favoritas.

## Composição
O repertório do álbum Olha pra Mim (2006) reuniu canções que a banda tinha escrito desde 2003, sendo "Tua Graça Me Basta" uma das mais antigas, escrita quando os músicos ainda não faziam sucesso nacional. Foi escrita após uma viagem feita pela banda para a Bahia, antes de obterem notoriedade nacional, onde participariam de um congresso evangélico. Na ocasião, os músicos não conseguiram se apresentar, pois Ludmila Ferber e Diante do Trono eram as principais atrações e tomaram todo o tempo, apesar de três dias de evento. A frustração incomodou Luiz Arcanjo que, de madrugada no hotel que estava hospedado, sentiu-se mal pelo sentimento negativo. Ao conversar com Sacer, em seguida, os dois estruturam a música como uma oração. Assim, "Tua Graça Me Basta" foi constituída como uma canção anti-soberba.

## Recepção e legado
Sobre a canção, Roberto Azevedo, por meio do Super Gospel, disse que "é uma síntese de um tema que esta presente na maior parte das canções: 'que eu diminua e que o meu Deus seja exaltado'." "Tua Graça Me Basta" foi considerado um êxito para a própria banda e para o público. Em 2006, quando o álbum tinha sido recentemente lançado, Davi Sacer disse em entrevista ao Troféu Talento que "essa música reflete muito aquilo que eu sou, aquilo que penso sobre o louvor". Já Luiz Arcanjo, em entrevista ao Gospel no Divã em 2016, afirmou que "Eu lembro que no CD Olha pra Mim, eu sempre gostei mais da faixa 'Tua Graça Me Basta', mas a música que mais tocou foi 'Olha pra Mim'".
"Tua Graça Me Basta" foi um sucesso no meio evangélico e se tornou, ao longo dos anos, uma das canções mais relevantes do grupo. A formação posterior do Toque no Altar a regravou no DVD É Impossível, mas Deus Pode (2008). O Trazendo a Arca a regravou no DVD Ao Vivo no Maracanãzinho (com interpretação de Davi e Verônica), enquanto Luiz Arcanjo interpretou uma versão em espanhol para o álbum Español (2014), sob o título "Tu Gracia Me Basta". O ex-vocalista Davi Sacer também regravou a canção várias vezes em sua carreira solo. A primeira vez se deu no álbum ao vivo No Caminho do Milagre, de 2011. Em 2019, ele regravou com a participação do cantor Clovis Pinho, então vocalista do Preto no Branco, para o álbum 15 Anos, roupagem que chegou a ser lançada como single pela gravadora Som Livre. Em 2020, a faixa foi novamente tocada pelo Trazendo a Arca em parceria com o ex-vocalista Davi Sacer durante o show de reunião da formação clássica da banda. A performance, que contou com os vocais do casal Sacer, não chegou a fazer parte do álbum O Encontro.

### Vendas e certificações
Versão single, 2018.
| País   | Associação de gravadoras | Certificação | Vendas   |
| ------ | ------------------------ | ------------ | -------- |
| Brasil | Pro-Música Brasil        | - Platina    | - 80.000 |

## Ficha técnica
Abaixo listam-se os músicos envolvidos na gravação da versão original (2006), segundo o encarte:
- Davi Sacer – vocais
- Verônica Sacer – vocal
- Luiz Arcanjo – vocal de apoio
- Ronald Fonseca – teclado, piano, arranjos
- André Rodrigues – baixo elétrico
- André Mattos – bateria
- Vânia Franco – vocal de apoio
- Silvânia Costa – vocal de apoio
- Carlos Henrique – vocal de apoio

Músicos convidados
- Bene Maldonado – guitarra e violão
- Rafael Novarine – vocal de apoio
- Robison Olicar – vocal de apoio
- Elaine Martins – vocal de apoio
- Cecília Mendes – viola
- Dhyan Tóffolo – viola
- Hugo Pilger – violoncelo
- Marcus Ribeiro – violoncelo
- Ricardo Amado – violino
- Gisele Sampaio – violino
- Carlos Mendes – violino
- Rodolfo Tóffolo – violino
- Felipe Prazeres – violino
- Gustavo Menezes – violino
- Zé Canuto – arranjos de metais
- Jessé Sadoc – trompete
- Aldivas Ayres – trombone

Técnicos e engenheiros de gravação
- Bene Maldonado - mixagem
- Toney Fontes - masterização
- Aureo Luis - engenheiro de gravação